# Eberhardskirche
Eberhardskirchen sind Kirchen, die nach dem hl. Eberhard I. von Biburg, Erzbischof zu Salzburg (Patroziniumstag ist der 22. Juni, sein Todestag, der Paulinustag.), dem seligen Eberhard VI. von Nellenburg, Graf von Nellenburg, oder Eberhard im Barte, Herzog von Württemberg, benannt sind.
♁ … Titelkirchen, Kathedralkirchen (Bischofskirchen), Basiliken

## Liste
Deutschland:
- ♁  Domkirche St. Eberhard, Stuttgart, römisch-katholische Konkathedrale des Bistums Rottenburg-Stuttgart, Eberhard von Biburg und Eberhard von Nellenburg gewidmet
- Eberhardskirche (Tübingen), evangelisch-lutherische Kirche, nach Eberhard im Barte benannt